# Samuel Romilly
Pour les articles homonymes, voir Romilly.
Samuel Romilly (1757-1818) est un jurisconsulte et homme politique anglais.

## Biographie
Né à Londres, il descend d'une famille française protestante. Ami de Fox, il est nommé en 1806 solliciteur général, et entre peu après à la Chambre des communes. 
Après la chute de Fox, il se place sur les bancs de l'opposition, et réclame énergiquement la réforme parlementaire, l'émancipation des catholiques, le rejet de l'alien-bill et l'abolition de la traite des noirs. 
Ayant perdu sa femme, il se donne la mort trois jours après. 
On a de lui des Observations sur les lois criminelles (1810), et des Discours (1820).

## Source
Marie-Nicolas Bouillet  et Alexis Chassang (dir.), « Samuel Romilly » dans Dictionnaire universel d’histoire et de géographie, 1878 (lire sur Wikisource)